# Katajsk, Kurgan oblast
Katajsk (ryska Катайск) är en stad i Kurgan oblast i Ryssland. Staden ligger vid floden Iset, ungefär 215 kilometer nordväst om Kurgan. Folkmängden uppgår till cirka 13 000 invånare.

## Historia
Orten grundades av ryska upptäcktsresande 1655 under namnet Katajskij (ryska Катайский). Stadsrättigheter erhölls 1944.